# Винербергер, Александр
Александр Винербергер (нем. Alexander Wienerberger, 8 декабря 1891, Вена, Австро-Венгрия — 5 января 1955, Зальцбург, Австрия) — австрийский инженер-химик, который в течение 19 лет проработал на химических предприятиях СССР. Известен тем, что, находясь в Харькове, создал и сохранил фотографии Голодомора 1932—1933 годов, которые являются фотосвидетельствами массового голода среди жителей Украины в тот период.

## Биография
Александр Винербергер родился в 1891 (в других источниках ошибочно указывается 1898) году в столице Австро-Венгрии городе Вена в чешско-еврейской семье. Несмотря на то, что его отец был по национальности евреем, сам Александр, по свидетельству его дочери, считал себя австрийцем и атеистом.
С 1910 по 1914 обучался на философском факультете в Венском университете.
Во время Первой мировой войны был мобилизован в австро-венгерскую армию, участвовал в боях против российской армии и в 1915 году попал в плен.
В 1917 г. смог переехать в Москву, где вместе с друзьями основал химическую лабораторию. Осенью 1919 г. совершил попытку побега из Советской России в Австрию через Эстонию по поддельным документам, однако потерпел неудачу: в Пскове его арестовали сотрудники ЧК. Винербергер был осужден по обвинению в шпионаже. Значительную часть 1920-х годов он провел в Лубянской тюрьме в Москве. Во время пребывания в российской тюрьме его навыки как химика оценила советская власть. Заключенные иностранцы работали на производстве, Винербергер был назначен инженером на производство лаков и красок, а впоследствии он работал на заводах по производству взрывчатки.
В 1927 г. распался его брак с Йозефиной Рёнимойс, родом из балтийских немцев, которая вместе с дочерью Аннемари и сыном Александром осталась в Эстонии (позднее Аннемари переехала в Австрию).
В 1928 г. Винербергер впервые после плена посещает родных в Вене и заключает новый брак с Лилли Циммерман, дочерью фабриканта из Швехата. По возвращении в Москву с него сняты ограничения, что позволяет его жене переехать в Советский Союз. В 1931 году у супругов рождается дочь Маргот (советская власть позволяет жене инженера на время родов вернуться в Вену).
В начале 1930-х годов семья Винербергер жила в Москве, где Александр занимал руководящую должность на химическом заводе. В 1932 г. направлен в Любучаны (Московская область), где был техническим директором пластмассового завода, а в 1933 году он был направлен в Харьков, где назначен на аналогичную должность.

### Фотосвидетельства голода 1932—1933 гг.

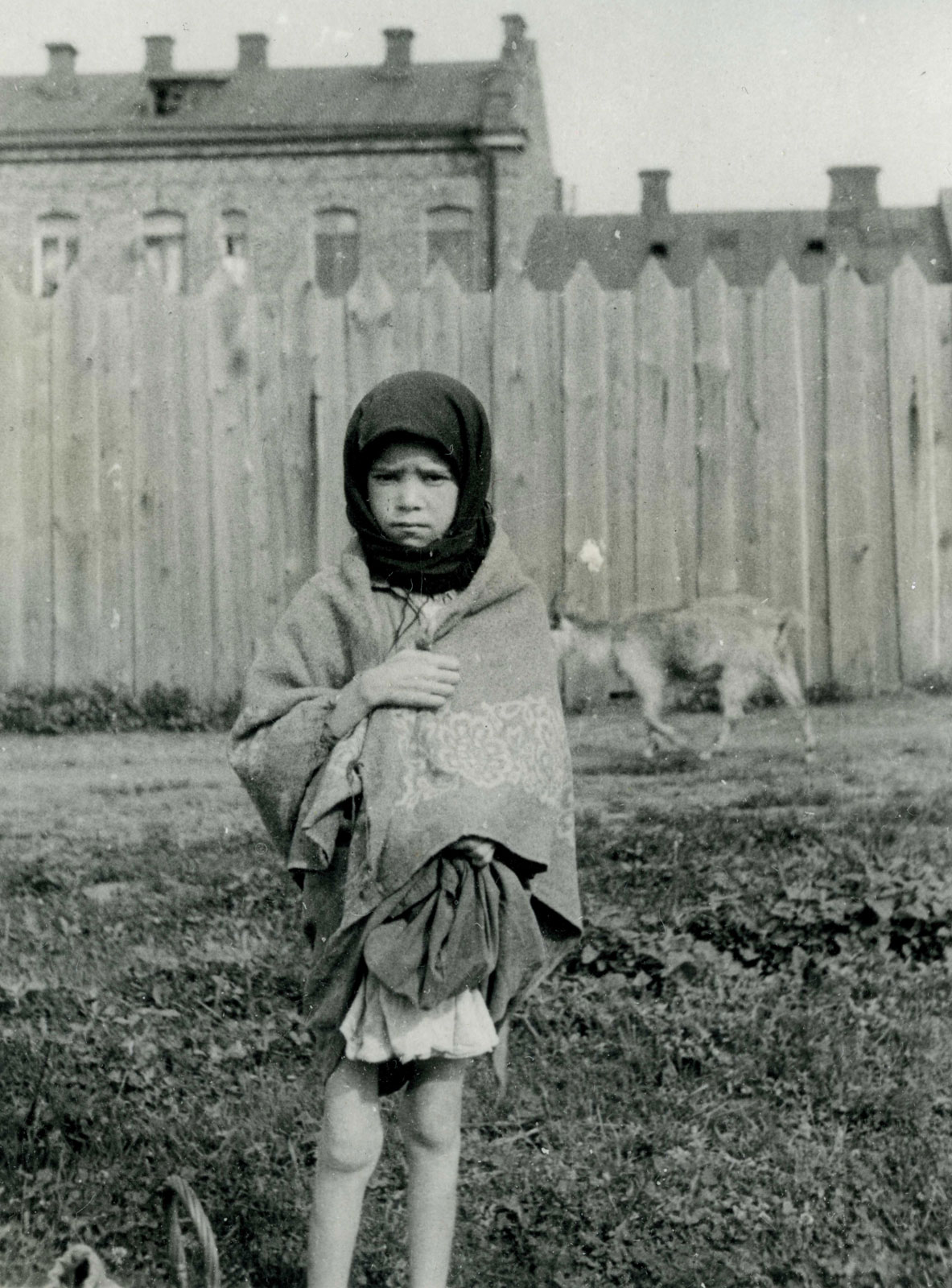
Фото голодной девочки из Харькова — одна из самых известных фотографий Голодомора. Автор — Александр Винербергер

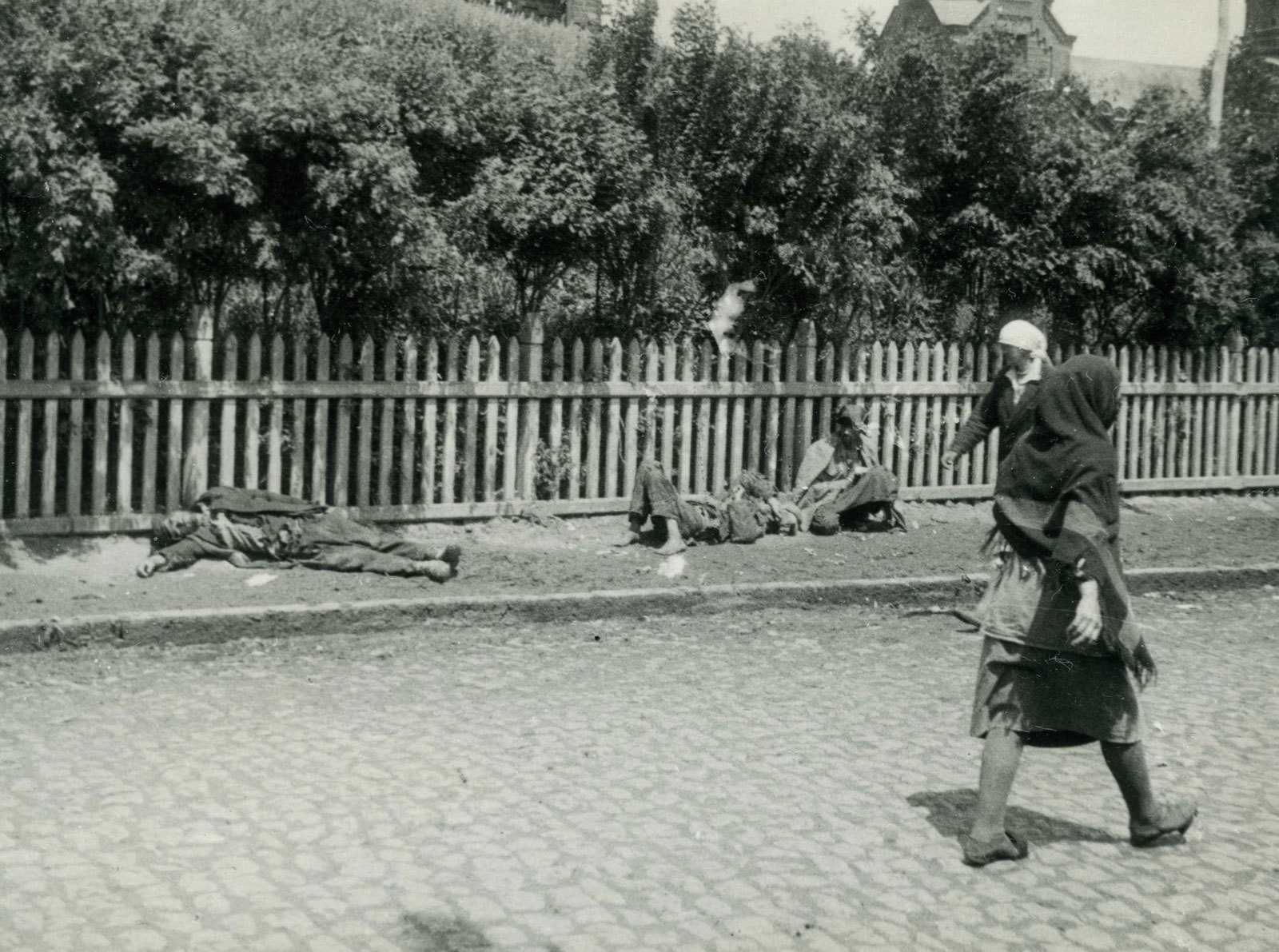
Умерший и умирающие от голода на улицах Харькова в 1933 г. Автор — Александр Винербергер

Живя в Харькове, тогдашней столице УССР, Винербергер стал свидетелем массового голода и фотографировал увиденные им сцены на улицах города, несмотря на угрозу ареста со стороны НКВД.
За время пребывания в Харькове Александр Винербергер тайно создал около 100 фотографий города во времена Голодомора. На его фотографиях изображены очереди голодных людей у продуктовых магазинов, изголодавшиеся дети, тела умерших от голода людей среди харьковских улиц, массовые захоронения жертв голодной смерти. Свои фотографии инженер создавал с помощью немецкой фотокамеры Leica, которую, вероятно, ему передали друзья из-за границы.
Выезжая в Австрию в 1934 году, Винербергер переправил негативы дипломатической почтой через посольство Австрии. На такой мере предосторожности настояли австрийские дипломаты, поскольку была высокая вероятность обыска личных вещей инженера на границе, а обнаружение снимков могло угрожать его жизни. По возвращении в Вену Винербергер передал снимки кардиналу Теодору Инницеру, который вместе с генеральным секретарем Международного комитета национальных меньшинств Эвальдом Амменде представили их Лиге Наций.
В 1934 г. Отечественный фронт в Австрии выпустил материалы Винербергера в виде небольшой брошюры под названием «Rußland, wie es wirklich ist» (Россия, как она есть на самом деле), но без указания авторства.
Фотографии Винербергера впервые стали доступны общественности в 1935 году благодаря публикации в книге «Должна ли голодать Россия?» (Muss Russland Hungern) Эвальда Амменде без указания авторства фотографий из-за опасений за безопасность их создателя.
После аншлюса Винербергер избежал преследований из-за еврейского происхождения отца, заявив, что тот не был его биологическим отцом; и ввиду известности Винербергера и его прежней антисоветской активности ему предпочли поверить. 18 мая 1938 года Винербергер подал заявление о приеме в НСДАП и был принят задним числом до 1 мая (членский номер 6 346 337), но при этом ему отказали во вступлении в СС. В 1939 году Александр Винербергер издал в Австрии собственную книгу воспоминаний о жизни в Советском Союзе, в которой две главы были посвящены Голодомору. Также фотографии были включены в его мемуары, изданные в 1942 г.
В 1944 году Винербергер занимал должность связного офицера РОА. После войны ему удалось избежать передачи советским властям — он оказался в американской зоне оккупации в Зальцбурге, где и умер в 1955 г.

### На русском языке
- Уникальные фото Голодомора в Украине: их тайком снял Александр Винербергер
- «Кормили свиней трупами»: опубликованы неизвестные ранее фото Голодомора
- «Рискуя попасть в застенки НКВД, мой прадед фотографировал жертв Голодомора»
- «Это был геноцид»: история британской фотохудожницы, которая рассказывает о Голодоморе

### На украинском языке
- Невідомі фото Голодомору інженера Вінербергера

### На других языках
- Alexander Wienerberger: His Daughter’s Memories [retrieved 20.10.2013].
- http://britishphotohistory.ning.com/profiles/blogs/alexander-wienerberger
- https://www.rferl.org/a/holodomor-ukraine/25174454.html
- Josef Vogl. Alexander Wienerberger — Fotograf des Holodomor. In: Dokumentationsarchiv des österreichischen Widerstandes (Hrsg.), Feindbilder, Wien 2015 (= Jahrbuch 2015), S. 259—272